# Veradale
Veradale (korábban Vera) az Amerikai Egyesült Államok északnyugati részén, Washington állam Spokane megyéjében elhelyezkedő egykori statisztikai település, 2003 óta Spokane Valley része. A 2000. évi népszámláláskor 9387 lakosa volt.
Veradale nevét a települést 1911-ben megalapító férfi lányáról, Vera McDonaldról kapta.

## Népesség
A 2000-es népszámláláskor   9387 lakója, 3317 háztartása és 2540 családja volt. A népsűrűség 1173,4 fő/km2. A lakóegységek száma 3440, sűrűségük 430 db/km2. A lakosok 93,94%-a fehér, 1,05%-a afroamerikai, 0,79%-a indián, 1,87%-a ázsiai, 0,05%-a a Csendes-óceáni szigetekről származik, 0,49%-a egyéb-, 1,8%-a pedig kettő vagy több etnikumú. A spanyol vagy latino származásúak aránya 2,32% (1,3% mexikói, 0,1% Puerto Ricó-i,  0,9% pedig egyéb spanyol/latino származású.)
A háztartások 39,8%-ában élt 18 évnél fiatalabb. 62,9% házas, 10% egyedülálló nő; 23,4% pedig nem család. 19% egyedül élt; 7,1%-uk 65 éves vagy idősebb. Egy háztartásban átlagosan 2,78 személy élt; a családok átlagmérete 3,16 fő.
Lakóinak 29,3%-a 18 évesnél fiatalabb, 7,1% 18 és 24 év közötti, 28,2%-uk 25 és 44 év közötti, 22,6%-uk 45 és 64 év közötti, 12,8%-uk pedig 65 éves vagy idősebb. A medián életkor 37 év volt. Minden 100 nőre 93,3 férfi jut; a 18 évnél idősebb nőknél ez az arány 90,5.
A háztartások medián bevétele 46 676 amerikai dollár, ez az érték családoknál $50 000. A férfiak medián keresete $35 259, míg a nőké $25 417. Az egy főre jutó bevétel (PCI) $19 342. A családok 2,9%-a, a teljes népesség 4,1%-a élt létminimum alatt; a 18 év alattiaknál ez a szám 1,4%, a 65 évnél idősebbeknél pedig 8,3%.

## Fordítás
Ez a szócikk részben vagy egészben  a   Veradale, Washington című angol Wikipédia-szócikk ezen változatának fordításán alapul.  Az eredeti cikk szerkesztőit annak laptörténete sorolja fel. Ez a jelzés csupán a megfogalmazás eredetét és a szerzői jogokat jelzi, nem szolgál a cikkben szereplő információk forrásmegjelöléseként.